# Награда за животно дело Друштва књижевника Војводине
Награда за животно дело Друштва књижевника Војводине је престижна књижевна награда, додељује се од 1980. године.
Одлуку о додели награде доноси жири. 21. 4. 2004. године донета је одлука да се награда за животно дело додељује сваке непарне године и то члановима ДКВ старијим од 60 година.

## Добитници
- 1980. Бошко Петровић
- 1981. Јанош Херцег
- 1982. Михајло Ковач
- 1983. Младен Лесковац
- 1984. Паљо Бохуш
- 1985. Александар Тишма
- 1986. Сретен Марић
- 1987. Иштван Сели
- 1988. Раду Флора
- 1989. Драгиша Живковић
- 1990. Карољ Ач
- 1991. Павле Поповић
- 1992. Флорика Штефан
- 1993. Гојко Јањушевић
- 1994. Јожеф Пап
- 1995. Мирослав Егерић
- 1996. Милан Тутуров
- 1997. Јудита Шалго
- 1998. Имре Бори
- 1999. Магда Симин
- 2000. Ласло Блашковић
- 2001. Ђура Папхархаји
- 2002. Светозар Кољевић
- 2003. Драшко Ређеп
- 2004. Јанош Бањаи
- 2005. Славко Гордић
- 2006. Јан Лабат
- 2008. Јован Дунђин
- 2009. Томислав Кетиг
- 2019. Ласло Вегел[1]